# Celestí Boada
Celestí Boada i Salvador (Santa Coloma de Gramanet, 1902 - Barcelona, 18 de octubre de 1939) fue un campesino y político de Cataluña, España, militante de Esquerra Republicana de Catalunya (ERC) en Santa Coloma y de la Unió de Rabassaires, que fue concejal de la ciudad en 1934 y alcalde de la misma entre octubre de 1936 y mayo de 1938, sustituido por José Berruezo de la Confederación Nacional de Trabajadores (CNT). Fue ejecutado por la dictadura franquista.

## Biografía
Casado y con cinco hijos, fue elegido concejal por ERC en 1934. Fue detenido y encarcelado en Montjuich tras los hechos de octubre junto con otros dos concejales, el secretario municipal y el alcalde de la localidad, siendo sobreseído el procedimiento a finales del mismo año, reincorporándose a la corporación en 1935. Nuevamente fue destituido por los mismos hechos en noviembre de 1935. El Ayuntamiento fue dirigido por una Junta Gestora hasta las elecciones del 16 de febrero de 1936, en que el triunfo del Front d'Esquerres restituyó los antiguos cargos al consistorio. Declarada la Guerra Civil, siguió como alcalde y fue miembro del Comité Revolucionario y del Consejo Municipal, considerado un moderado que protegió a personas de la derecha política para evitar desmanes durante la guerra en la comarca. Como representante del campesinado catalán, formó parte de una delegación española en la celebración del 1º de mayo en la URSS. Tras dejar el puesto de alcalde, sirvió unos meses en la aviación del Ejército Popular Republicano durante la Guerra Civil. 
Regresó a Santa Coloma cuando la ciudad ya había sido ocupada, a finales de enero de 1939, por las tropas franquistas. En la localidad, antiguos miembros de la Lliga Catalana le advirtieron de la imprudencia que suponía haber regresado, sabiendo que, aunque él no fuera responsable y no hubiera participado, se le acusaría por las nuevas autoridades de haber sido alcalde republicano. También le informaron que entre los ocupantes se encontraban antiguos miembros de los somatenes de la derecha, en concreto Fernando Rovira Fita, nombrado Jefe Local de Falange Española por las tropas de ocupación.
Poco después de llegar, fue detenido y acusado de rebelión militar, condenado a muerte por haber participado en la revolución de 1934, ser miembro del comité municipal y alcalde, atribuyéndosele la responsabilidad por la muerte de dos industriales que habían sido ejecutados por elementos incontrolados anarquistas. En un informe enviado el 24 de mayo de 1939 por el ayuntamiento al Juzgado Militar Eventual de Badalona se señala: 

[...] gracias a su energía y moderación pudo evitar algunos desmanes y otros actos delictivos, como asesinatos ... hombre rudo y enérgico, representaba no obstante un elemento moderador en el seno del comité y del ayuntamiento, y es creencia generalizada que tanto él como el cabecilla de la FAI, José Berruezo, evitaron el asesinato de muchos elementos derechistas de la población.

El Tribunal de Responsabilidades Políticas le condenó, además, a la confiscación de todos sus bienes y los de su familia. Hasta pasado casi un año de su muerte, las autoridades franquistas trataron de incautar esos pretendidos bienes, pero hubieron de abandonar los intentos al no poseer ninguno.
La condena a muerte fue dictada en un consejo de guerra sumarísimo el 26 de junio de 1939. Después, por dos veces antes de su fusilamiento, fue obligado a ver las ejecuciones de otros de sus compañeros. Finalmente fue fusilado en el Campo de la Bota de San Adrián del Besós el 18 de octubre de 1939.